# Adetomiwa Edun
Adetomiwa Edun er en britisk skuespiller født i Nigeria. Han er bedst kendt som sir Elyan i BBC's tv-serie Merlin.

## Baggrund
Edun blev født i Lagos i 1984 med en nigeriansk far og en halv-ghanesisk, halv-engelsk mor. Da Edun var 11 år, flyttede familien til Storbritannien.

## Filmografi
| År      | Titel           | Rolle        | Noter                                   |
| ------- | --------------- | ------------ | --------------------------------------- |
| 2009    | The Fixer       | Ung mand     |                                         |
| 2010    | Law & Order: UK | Lloyd Benson | Afsnit Shaken                           |
| 2010–12 | Merlin          | Sir Elyan    | Tilbagevendende karakter                |
| 2011    | The Hour        | Sey          | 2 afsnit                                |
| 2012    | Dara Ju         | Tunde Akande |                                         |
| 2017    | Elementary      | Akello Akeny | 1 afsnit. Medvirkende i reality tv-show |